# Alberto Magnelli
Albert Jean César Magnelli, dit Alberto Magnelli, né le 1er juillet 1888 à Florence et mort le  20 avril 1971 à Meudon, est un peintre italien.
Actif en France, son style a évolué de la figuration à l'abstraction.

## Biographie
Alberto Magnelli commence à peindre en 1907. Autodidacte, il considère s’être formé devant les fresques de Giotto, Paolo Uccello et de Piero della Francesca. Il fréquente les futuristes italiens, Marinetti, Boccioni et Carrà, à partir de 1911. À l'occasion d'un voyage à Paris, en 1914, il fait la connaissance des poètes Guillaume Apollinaire et Max Jacob, et des peintres Archipenko, Juan Gris, Fernand Léger, Henri Matisse et Picasso. De 1913 à la fin des années 1920, il évolue d'une figuration en aplats simplifiés de couleurs cloisonnés de noir, préfigurant même celle des années 60 (Valerio Adami), à une représentation plus allusive des formes à partir des années 30, puis vers une abstraction plus dure. Retiré en Italie à cause de la première guerre mondiale, il célèbre la fin de celle-ci par une série de 25 toiles, en 1918-1919, intitulées explosion lyrique, exprimant une énergie renouvelée par sa découverte de l’art africain à Paris, où les corps et le paysage se confondent dans un éclatement de couleurs.
En 1930, il cesse de peindre. Impressionné par la vision des blocs de marbre dans les carrières de Carrare, il réalise en 1931 une série de Pierres éclatées. Il revient s'installer la même année à Paris où il expose en 1934 puis développe une abstraction rigoureusement rythmée et colorée.
Pendant la Seconde Guerre mondiale Alberto et Susi Magnelli se réfugient à Grasse tout comme Sonia Delaunay, Arp et Sophie Taeuber-Arp, Ferdinand Springer et François Stahly. La pénurie de toiles l'engage alors dans la série de ses ardoises gouachées et collages.
En 1952, Alberto Magnelli réalise le palais Casa Astratta au Viale Beatrice d'Este 24, considéré comme la plus haute expression de l'intégration entre l'architecture et l'art au sein du mouvement d'art concret (MAC).
Une première rétrospective de l'œuvre d'Alberto Magnelli est présentée en 1947 à la galerie René Drouin à Paris. D'autres suivront en 1954 à Bruxelles, en 1955 au musée d'Eindhoven et au musée d'Antibes en 1955. La plus importante collection permanente de ses œuvres est conservée au château-musée de Vallauris (Alpes-Maritimes).
Il est enterré au cimetière des Longs Réages à Meudon.

## Œuvres
- Le Café, 1914, Grenoble, Musée de Grenoble.
- Deux femmes debout, 1917,  huile sur toile, 150 x 150 cm, Musée d'Arts de Nantes.
- Plans contraires, 1945, huile sur toile, 101 x 82,4 cm, Québec, Musée national des beaux-arts du Québec[6].
- Attention dominée, 1945, huile sur toile, 100 × 81 cm, collection particulière[7].
- Points d'hostilité n° 2, 1948, Colmar, musée Unterlinden.
- Composizione n° 7, 1950, Rome, galerie nationale d'art moderne et contemporain[8].

## Philatélie
En hommage à Alberto Magnelli, un timbre reproduisant l'une de ses œuvres, Virginia, a été émis par la Poste française en 1986 (valeur de 5 F).